# Фегерашу-Ноу
Фегерашу-Ноу (рум. Făgărașu Nou) — село у повіті Тулча в Румунії. Входить до складу комуни Тополог.
Село розташоване на відстані 179 км на схід від Бухареста, 54 км на південний захід від Тулчі, 81 км на північ від Констанци, 65 км на південь від Галаца.

## Населення
За даними перепису населення 2002 року у селі проживали 742 особи, усі — румуни. Усі жителі села рідною мовою назвали румунську.